# Quai d’Orsay
Koordinaten: 48° 52′ N, 2° 19′ O
Der Quai d’Orsay [kɛdɔʀˈsɛ] ist eine Uferstraße im 7. Arrondissement in Paris. Ihr Name ist ein Metonym für das seit 1853 dort ansässige Außenministerium Frankreichs, vergleichbar den Begriffen Weißes Haus oder Downing Street No. 10 für die Regierungssitze der USA bzw. des Vereinigten Königreichs.
Die Straße beginnt an der 1788 bis 1791 erbauten Brücke Pont de la Concorde, folgt dem Lauf der Seine auf der Rive Gauche und endet an der Brücke Pont de l’Alma und dem Place de la Résistance. Neben dem Außenministerium liegen auch das Palais Bourbon, Sitz der Assemblée nationale, und das Hôtel de Lassay, offizielle Residenz ihres Präsidenten, an diesem Quai in der Nähe der Ministerien.

## Namensursprung
Die Straße trägt den Namen von Charles Boucher d’Orsay, (Lehns-)Herr (französisch seigneur) von Orsay, Ratsherr im Parlement de Paris und Prévôt des marchands als die Arbeiten 1707 am Quai begannen.

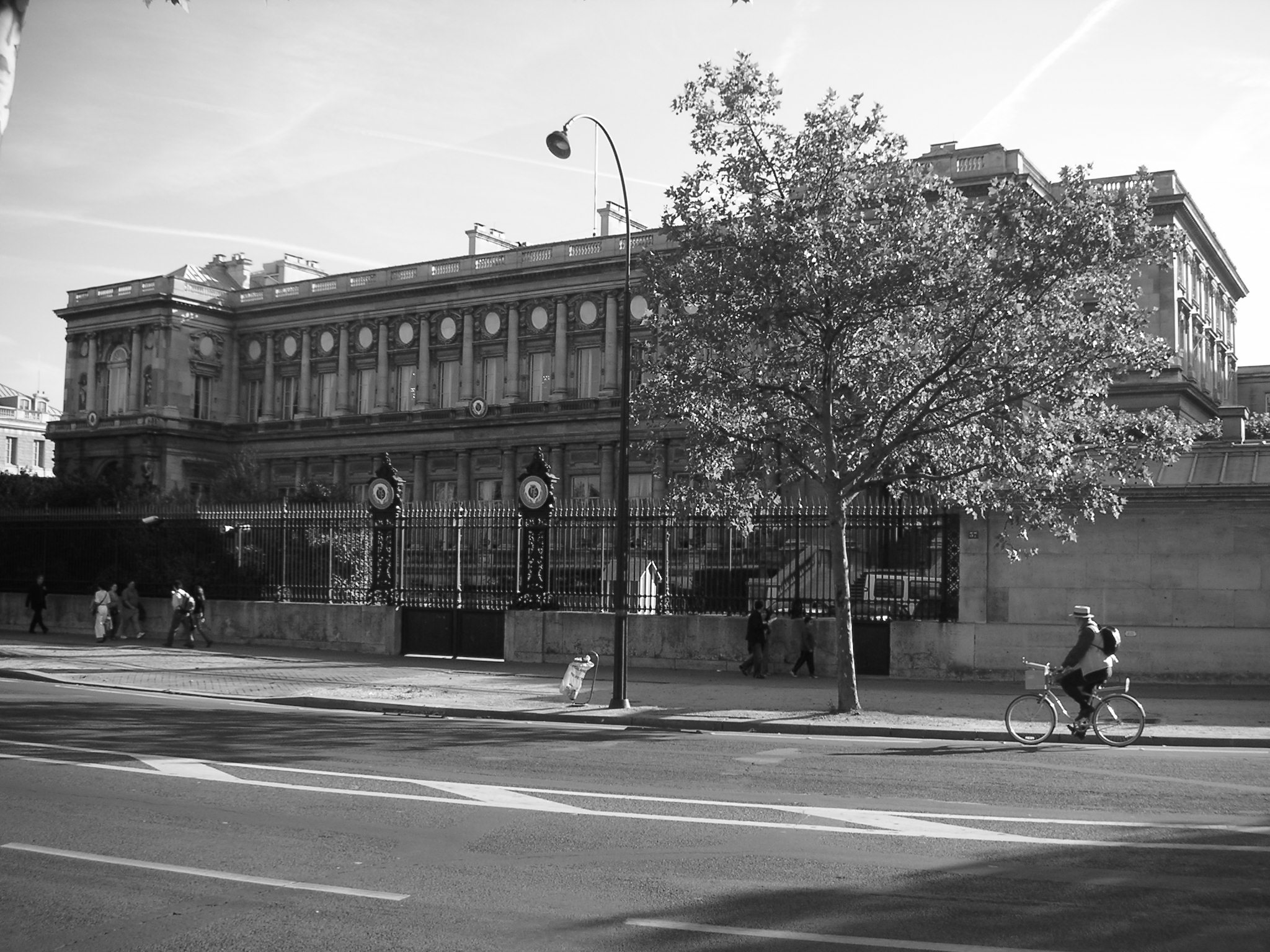
Nr. 37: Ministerium für Europa und Äußeres
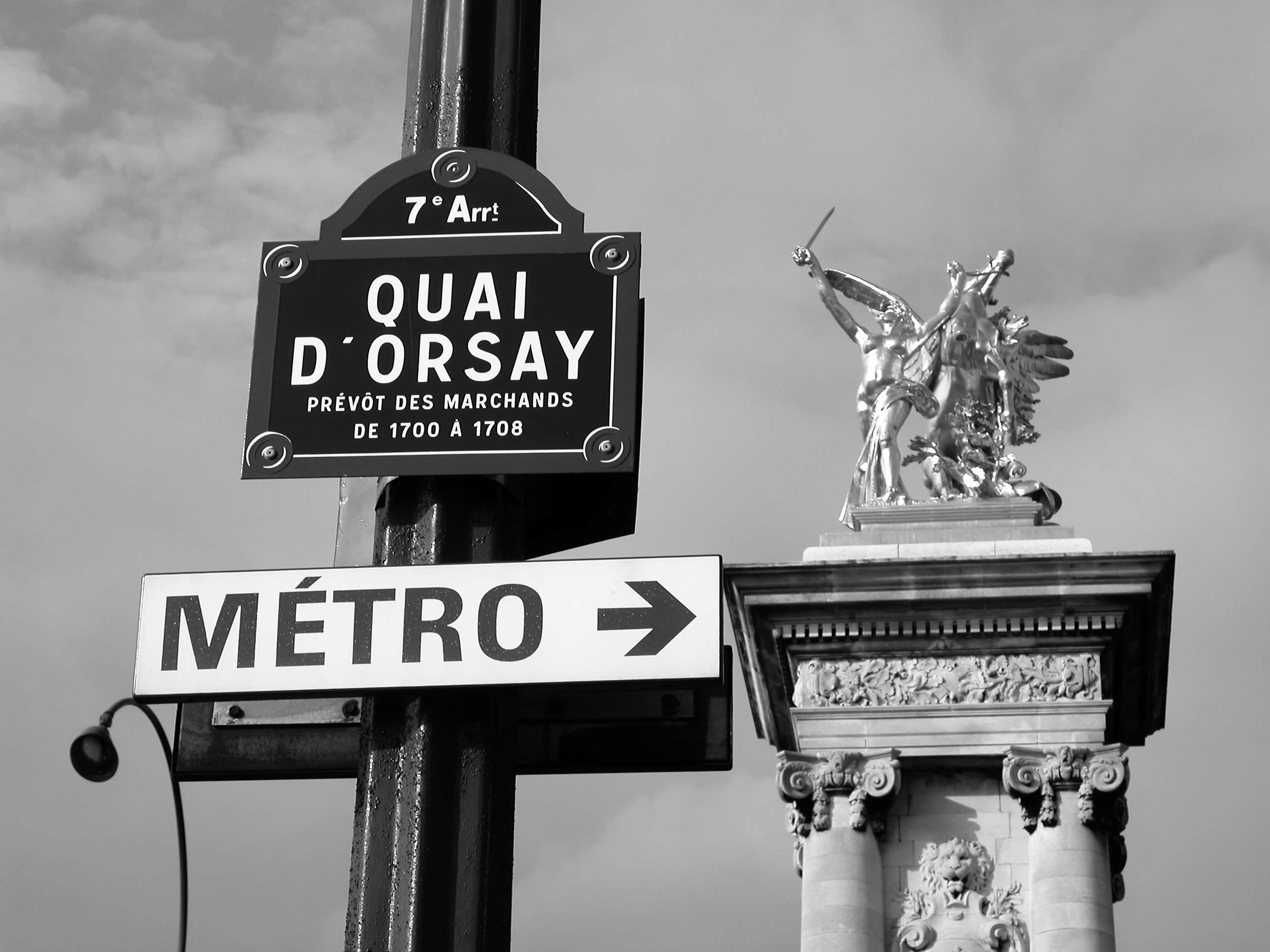
Straßenschild
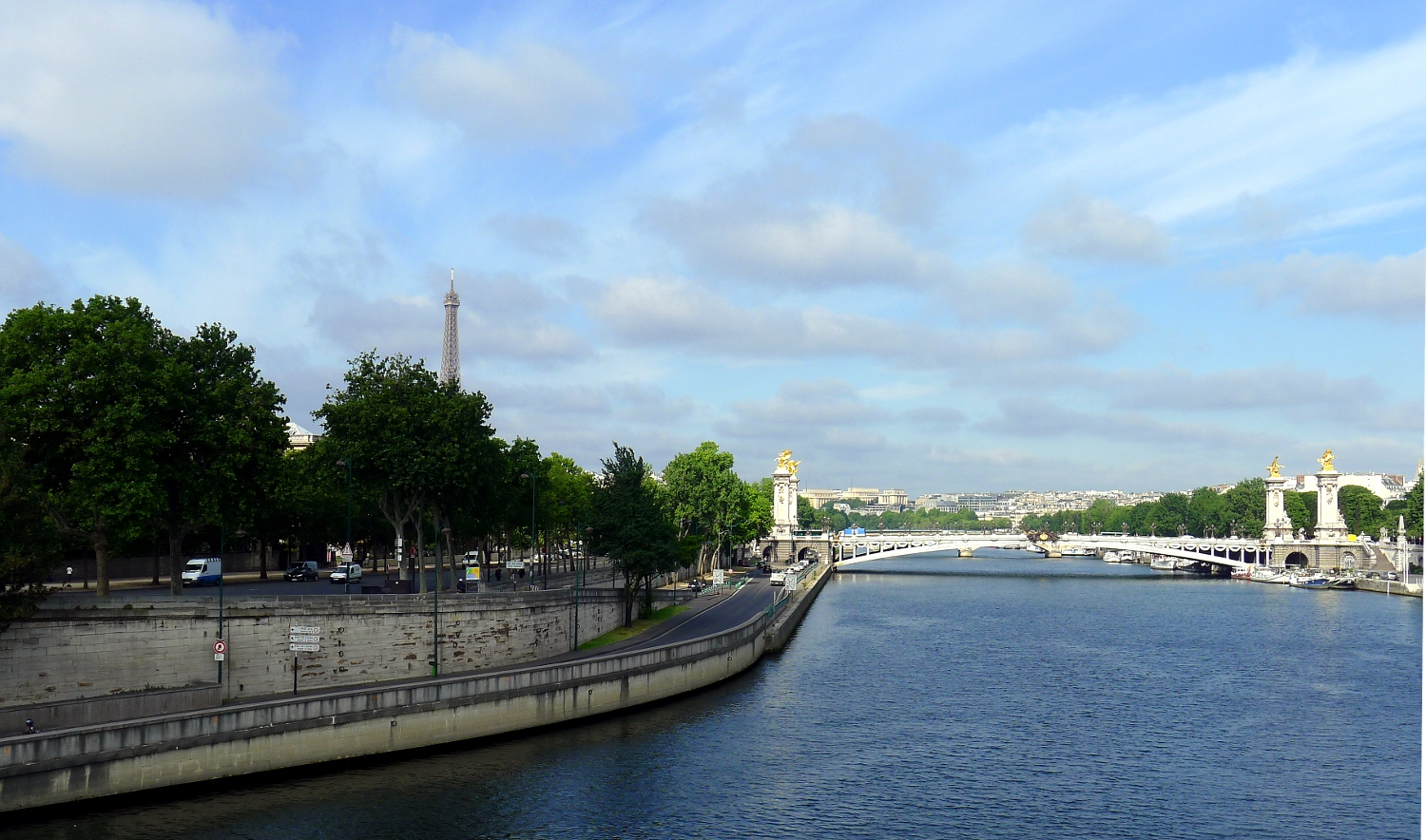
Der Quai mit der Uferstraße Rive gauche und der Pont Alexandre-III im Hintergrund

## Geschichte
Charles Boucher d’Orsay hatte ab 1705 weiter flussaufwärts, ausgehend von der 1685 bis 1689 durch Jacques IV. Gabriel nach Plänen von Jules Hardouin-Mansart erbauten Pont Royal, den Bau eines ersten Straßenabschnitts in Richtung Westen vorantreiben lassen, der erst in den Jahren um 1800 bis zur Pont de la Concorde vollendet war. Zuerst nach Boucher d’Orsay benannt, wurde diese Straße unter dem Konsulat in Quai Bonaparte umbenannt und heißt seit 1947 Quai Anatole France.
Die Eröffnung der Pont Royal 1689 und der Bau dieses ersten Teils des Quais ab 1705 trugen erheblich zu der im 18. Jahrhundert einsetzenden Entwicklung der Stadt in Richtung Westen bei, die bei Ausbruch der Revolution ein abruptes Ende nahm.

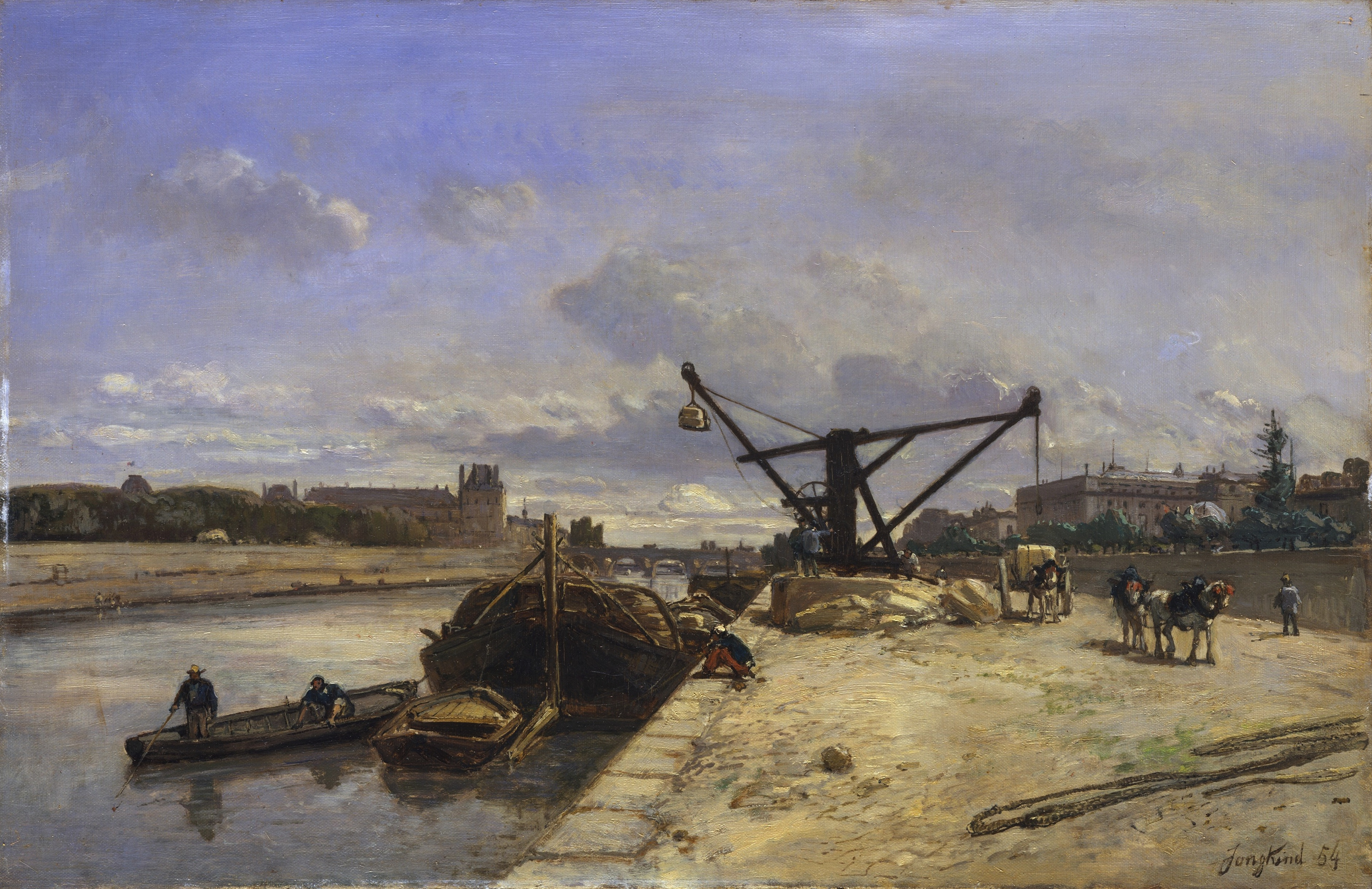
Johan Barthold Jongkind: Vue du quai d'Orsay, 1854, von der Section, die 1947 in Quai Anatole-France umbenannt wurde in Richtung Jardin und Palais des Tuileries
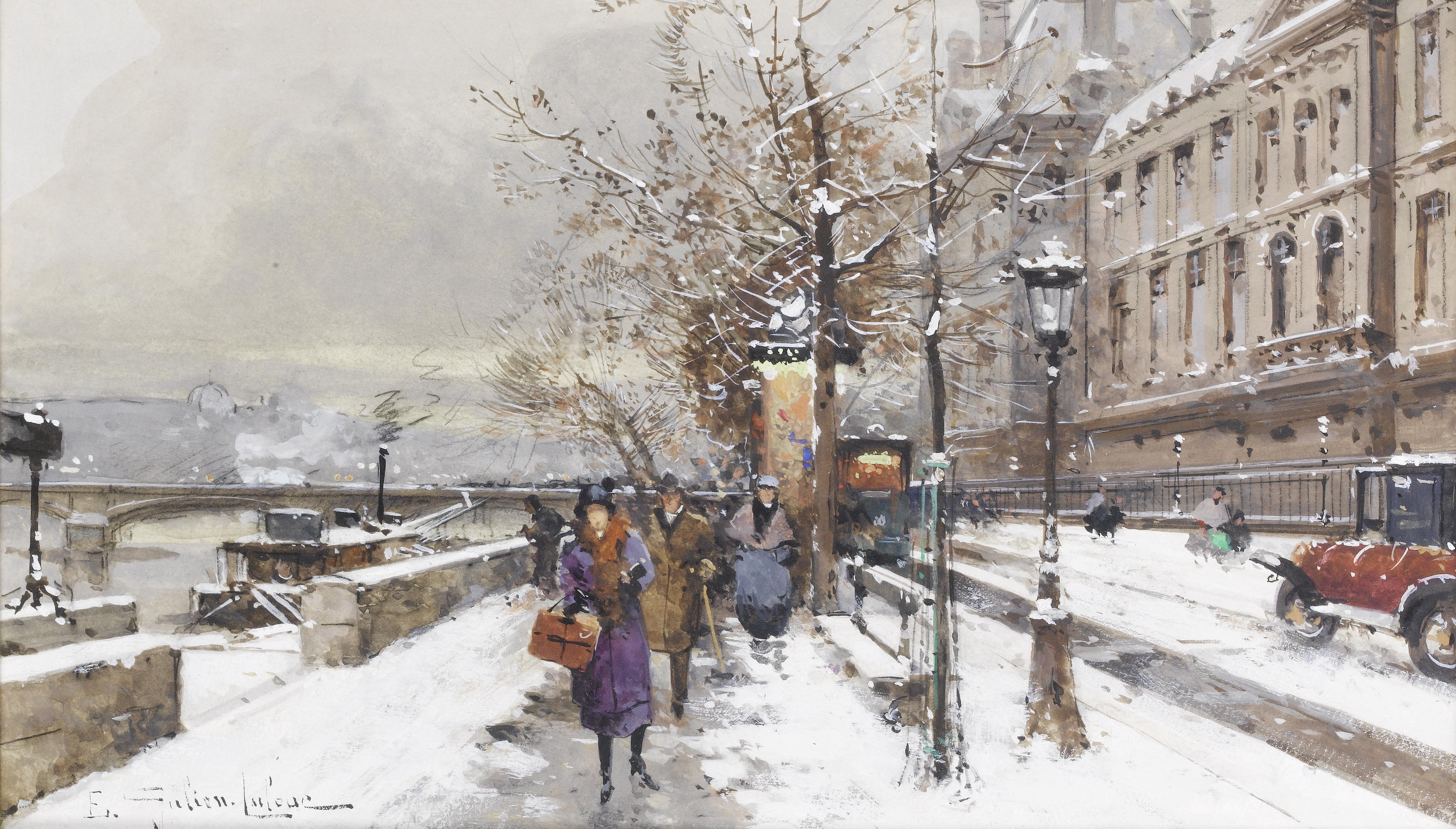
Der Quai um 1920 (Bild von Eugène Galien-Laloue)

Ab dem Jahr 1722, also zu einem Zeitpunkt, als das Gebiet jenseits der späteren  Pont de la Concorde noch ein sumpfiges Flussufer war, an das sich eine freie, mit Gemüsefeldern bedeckte Fläche anschloss, die sich bis zur Esplanade des Invalides erstreckte, ließen Louise Françoise de Bourbon, Mademoiselle de Nantes, verwitwete Fürstin von Condé, eine legitimierte Tochter Ludwigs XIV. und der Madame de Montespan, so wie ihr enger Freund und Berater, Armand de Lesparre, marquis de Lassay dort auf benachbarten Grundstücken zwei stattliche Paläste errichten: das Palais Bourbon, das von 1722 bis 1728 von Lassurance, Gabriel und Aubert nach Plänen von Ghirardini erbaut wurde, und das Hôtel de Lassay, das durch Ghirardini, Lassurance und Aubert errichtet wurde. Heute tagt im Palais Bourbon die Nationalversammlung, während das Hôtel de Lassay ihrem Präsidenten als Amtsresidenz dient.
Erst unter dem Ersten Kaiserreich wurde im Jahr 1808 beschlossen, den Quai durch die bis zum Ufer der Seine reichenden Gärten dieser beiden Paläste zu verlängern. Für diesen zweiten, hinter der Pont de la Concorde entstandenen Straßenabschnitt griff man nach dem Sturz Bonapartes im Jahr 1815 den ursprünglichen Namen wieder auf. Es ist der heutige Quai d’Orsay.
Das Gebäude des Außenministeriums entstand in den Jahren 1844 bis 1855 nach einem Entwurf des Architekten Lacornée. Die Fassadenstatuen brachte der Bildhauer Triqueti im Jahr 1870 an.
Das Musée d’Orsay, der frühere Gare d’Orsay, befindet sich rund 500 m flussaufwärts am Quai Anatole France.

## Bemerkenswerte Bauwerke
- Nr. 37: Außenministerium
- Nr. 41: Sitz der Vereinigung der Bürgermeister Frankreichs. Während des Ersten Weltkriegs befand sich hier ein Hospital der italienischen Regierung.
- Nr. 53: Das Gebäude wurde zwischen 1933 und 1937 im Stil Art déco für die SEITA vom Architekten Raymond Boudier errichtet.
- Nr. 59: Botschaft von Südafrika in Frankreich
- Nr. 65: Amerikanische Kirche in Paris[2], sie war die erste amerikanische Kirche außerhalb der USA; der Bau begann 1814, die Einweihung fand 1857 statt.
- Nr. 93: Museum des Pariser Kanalsystems

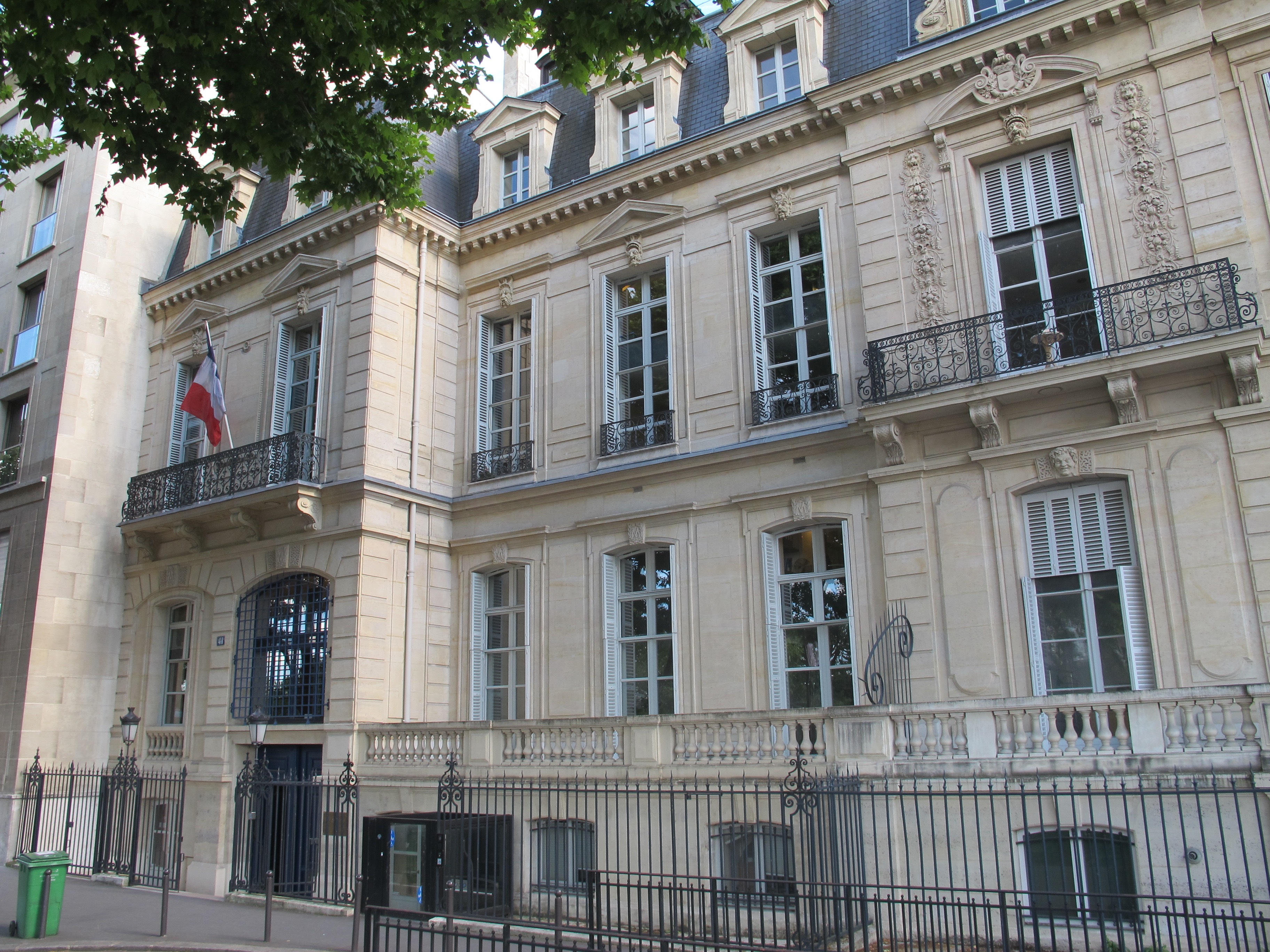
Nr. 41: Sitz Vereinigung der Bürgermeister Frankreichs
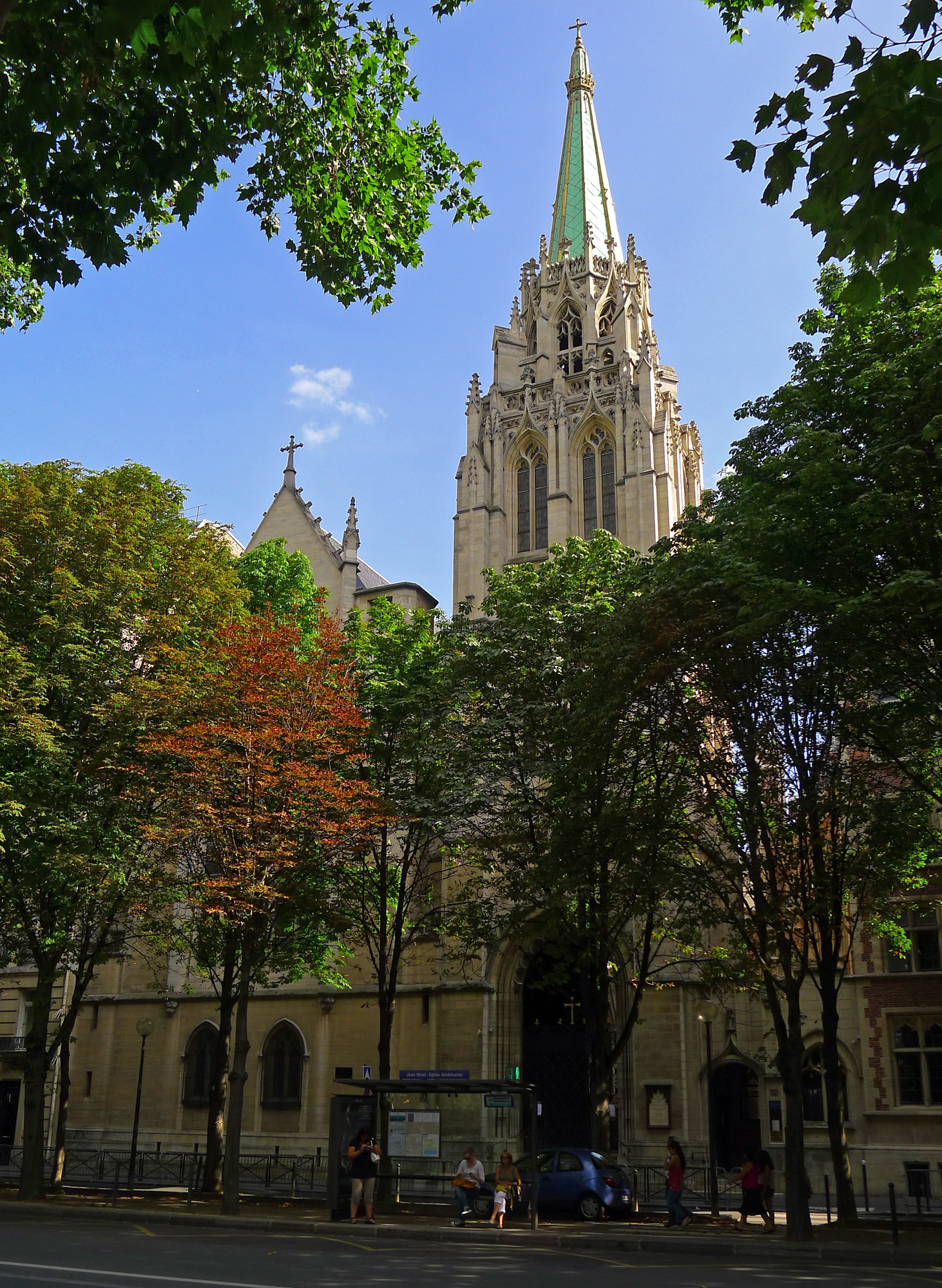
Nr. 65: Amerikanische Kirche in Paris
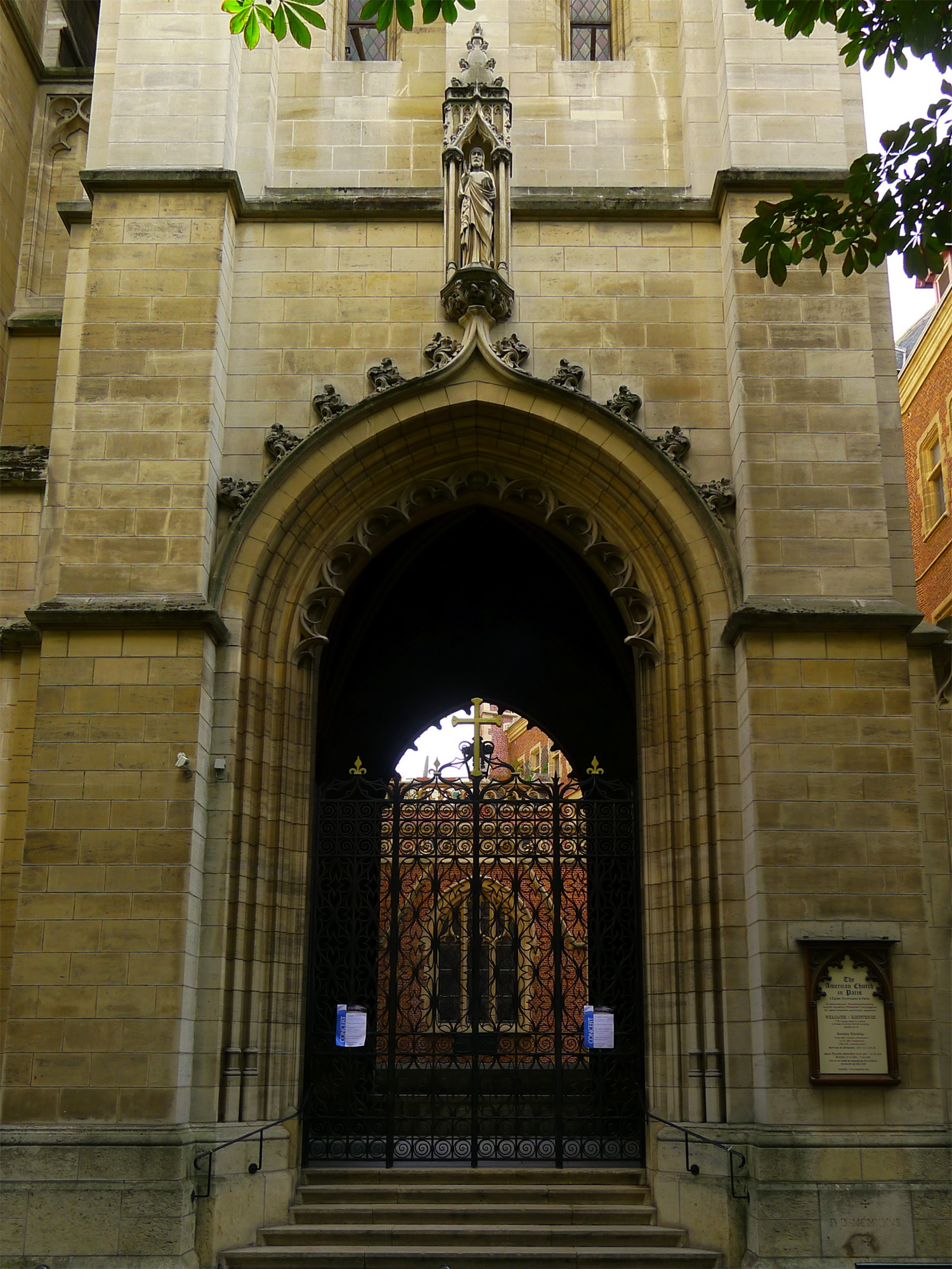
Eingang der Kirche
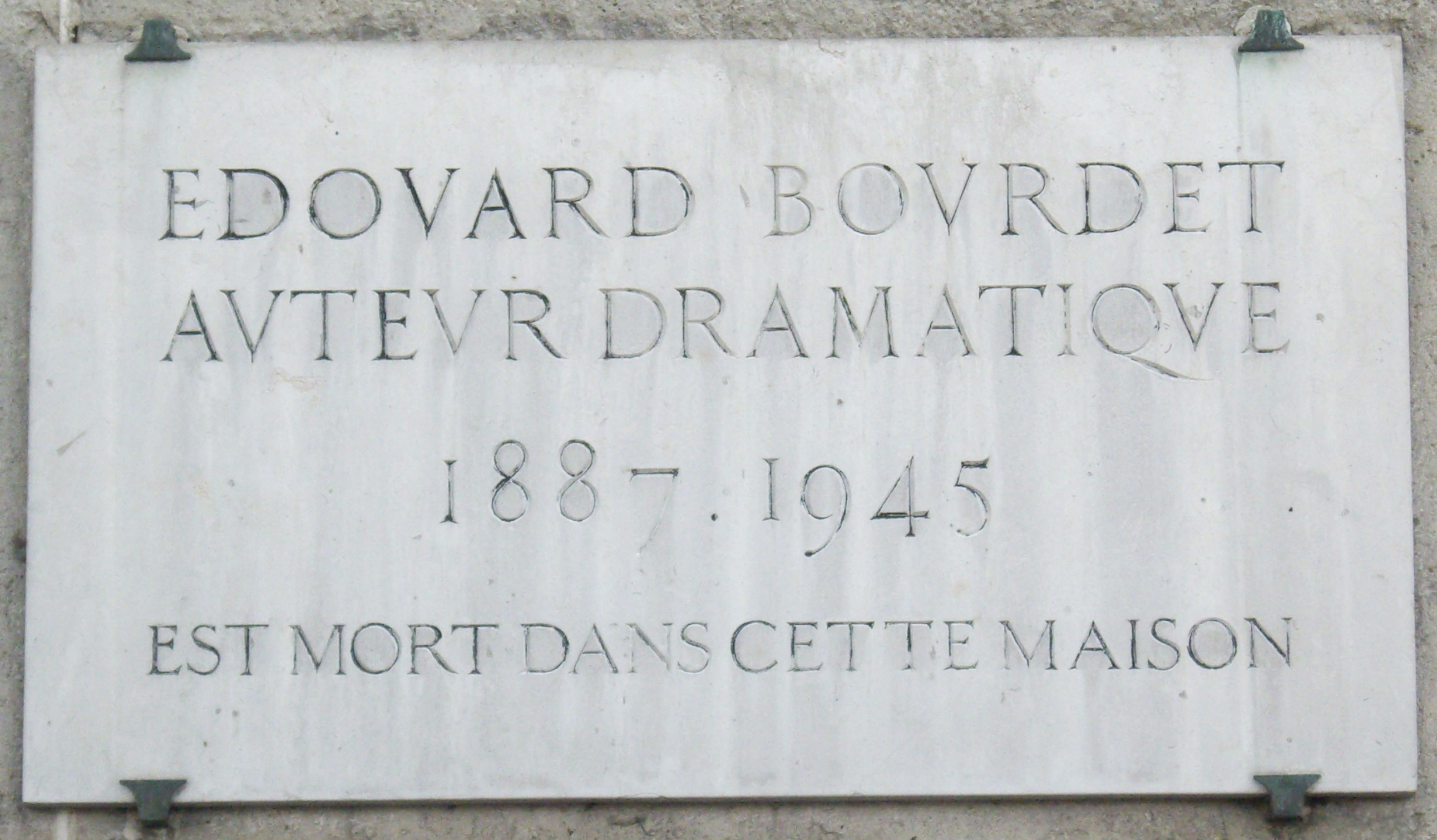
Tafel an Nr. 71
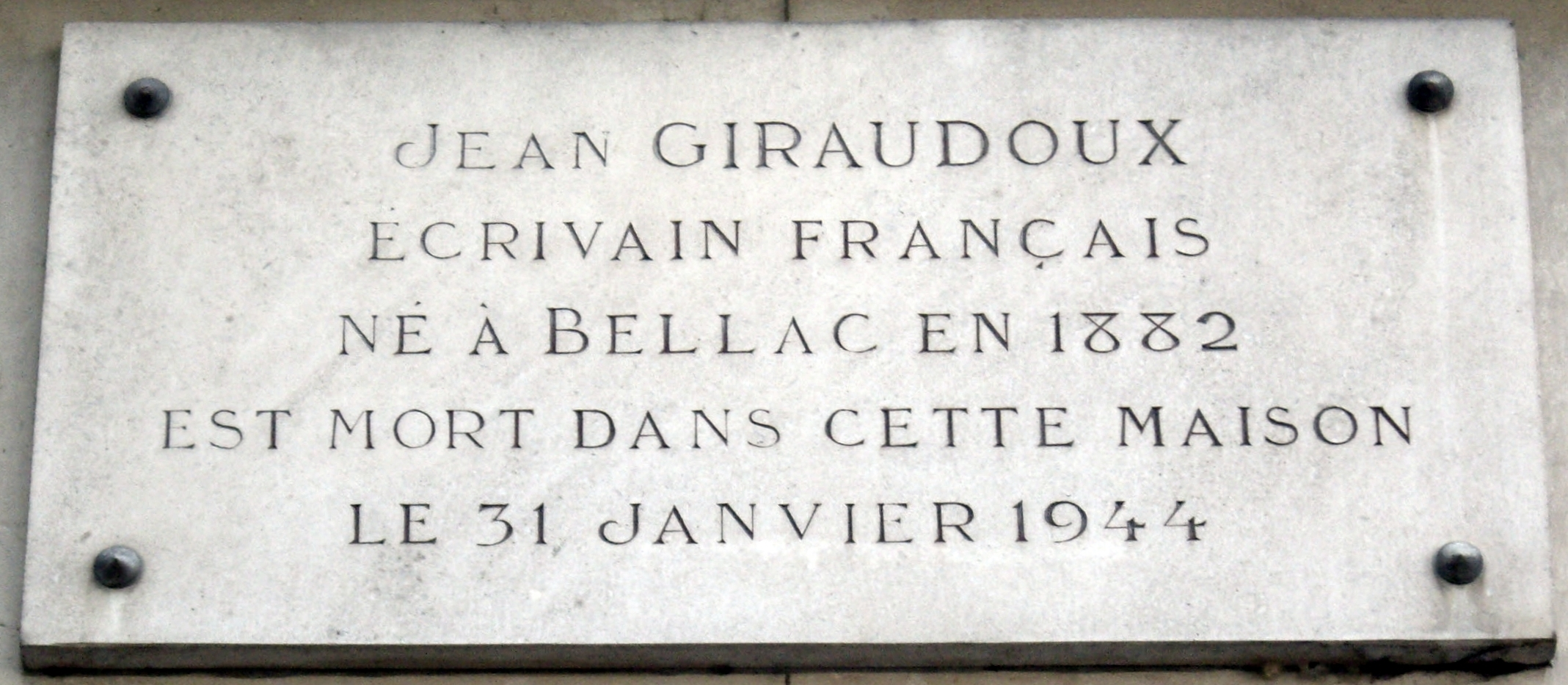
Tafel an Nr. 89.